# Große Kirchgasse (Weimar)
In der Jakobsvorstadt in Weimar gibt es die Große Kirchgasse.
Diese führt vom Graben in Richtung des Jakobstraße, trifft auf diesen, während die ebenfalls vom Graben ausgehende Kleine Kirchgasse am Straßenzug Am Jakobskirchhof endet.  
Ebenso wie die Mostgasse, die Kleine Kirchgasse und die Friedensgasse verdankt der Straßenzug seinen Namen Bürgerprotesten. Sie hieß nämlich wie die Kleine Kirchgasse einst Totengasse, weil die Bürger ihre Toten zum Jakobskirchhof gebracht hatten, der 1818 schloss. Die Gassen wurden aber erst 1858 in Große und Kleine Kirchgasse umbenannt. Bei Grabungen wurde 2021 eine Töpferei aus dem 13. Jahrhundert gefunden.
Die gesamte Kleine Kirchgasse steht auf der Liste der Kulturdenkmale in Weimar (Sachgesamtheiten und Ensembles).